# Deutschordensschloss Neckarsulm

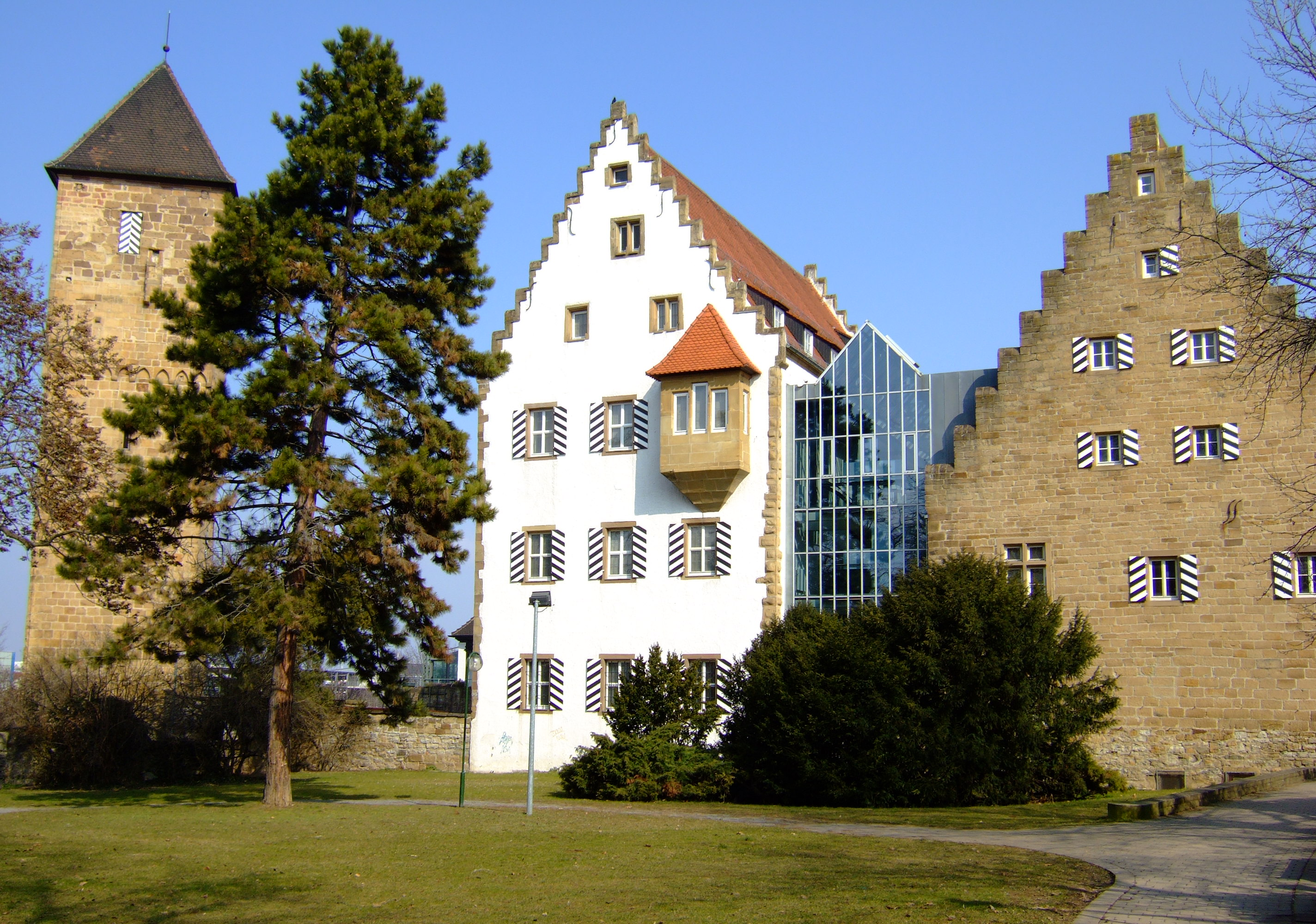
Deutschordens-Schloss (von Süden gesehen) von rechts: Bandhaus, Amtshaus und Bergfried

Das Deutschordensschloss Neckarsulm gehört zu den ältesten Gebäuden der Stadt Neckarsulm. Ein Vorgängerbau existierte wahrscheinlich bereits im 13. Jahrhundert. Das Deutschorden-Schloss Neckarsulm wurde maßgeblich durch den Deutschen Orden geprägt, unter dessen Herrschaft Neckarsulm von 1484 bis 1805 stand. Im Zweiten Weltkrieg wurde es stark beschädigt und bis Mitte der 1950er Jahre wieder aufgebaut. Seit 1956 befindet sich im Deutschordensschloss Neckarsulm das Deutsche Zweirad- und NSU-Museum.

## Geschichte

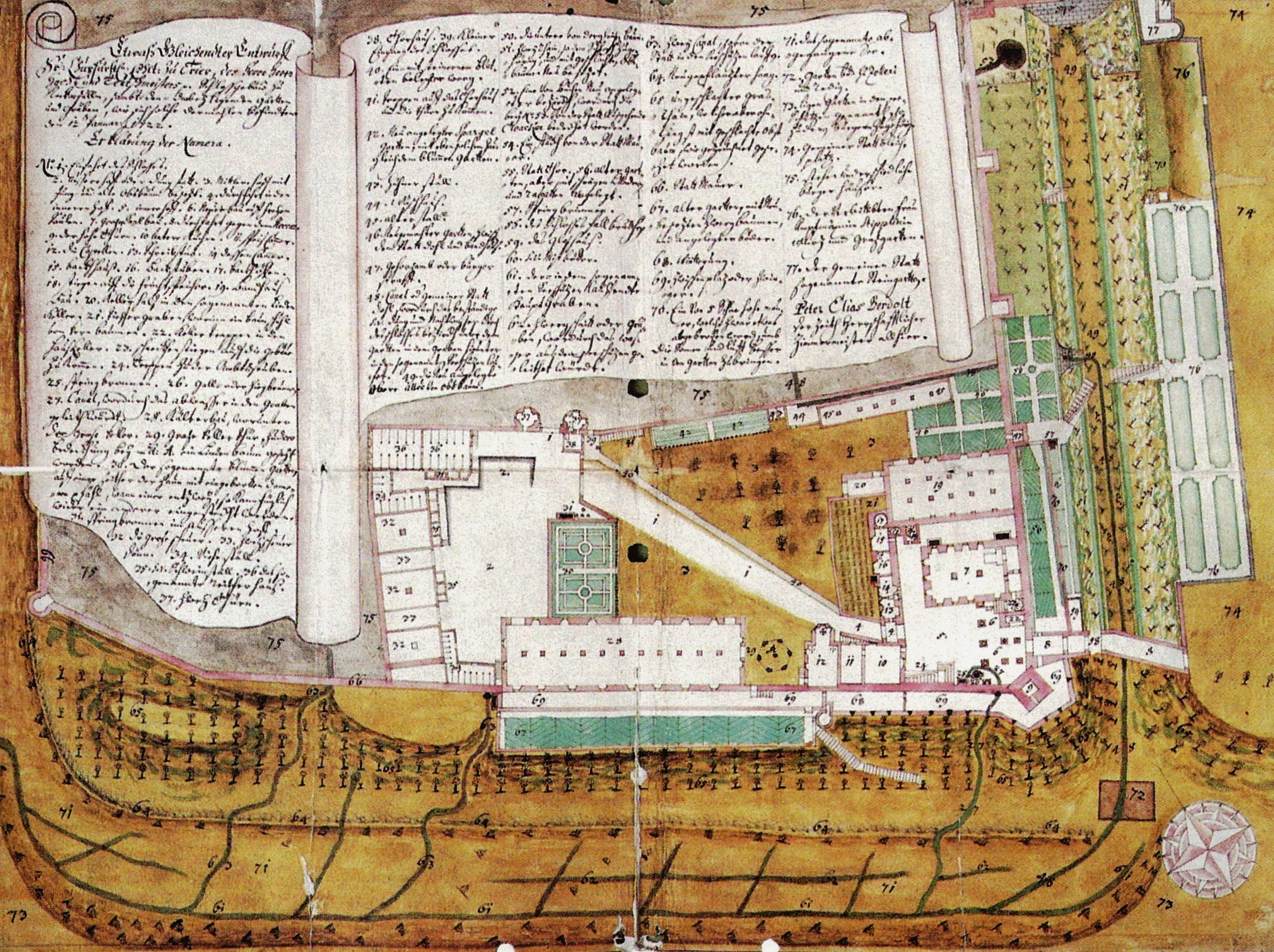
Grundriss des Deutschordensschlosses Neckarsulm, Peter Elias Berthold, 1722

Das Deutschordensschloss Neckarsulm liegt in der südwestlichen Ecke der ehemaligen Stadtbefestigung. Die Ursprünge des Stadtschlosses gehen vermutlich bis ins 13. Jahrhundert zurück. Über diese Zeit ist allerdings wenig bekannt. Bereits damals gab es einen Vorgängerbau von dem heute nach mehrmaligen Umbauten noch der Saalbau (Palas, auch Steinhaus genannt), der Bergfried und Teile der Wallmauer erhalten sind. Das Erdgeschoss des Bergfrieds wird von Historikern als das älteste erhaltene Mauerwerk von ganz Neckarsulm angesehen.
In den Urkunden gibt es Hinweise darauf, dass in Neckarsulm eine bereits während der Lehnsherrschaft der auf dem nahen Scheuerberg sitzenden Herren von Weinsberg im 13. Jahrhundert bestehende herrschaftliche Anlage durch das Erzstift Mainz ausgebaut wurde, nachdem dieses den Ort 1335 erworben hatte. 1405 werden Zwinger, Graben, Hofstatt und neues Haus, 1411 nochmals Hofstatt und neues Haus des Erzstifts erwähnt. Bauliche Befunde weisen darauf hin, dass der Bergfried um 1400 erhöht wurde und dass es sich bei dem „neuen Haus“ wohl um das heute noch erhaltene steinerne Haus mit Staffelgiebel handelt. Außerdem berichtet ein Visitationsbericht von 1720 von einem heute nicht mehr vorhandenen kurmainzischen Wappen an einer Säule der Anlage. Das Stadtschloss bildete mit seinen Mauern stets eine Verstärkung der Stadtbefestigung. Der älteste Gebäudebestand befindet sich in einem Rechteck von etwa 25 × 35 Meter. Die Mauern von jüngeren Gebäude ruhen teilweise auf den massiven Mauern der ersten Burganlage.

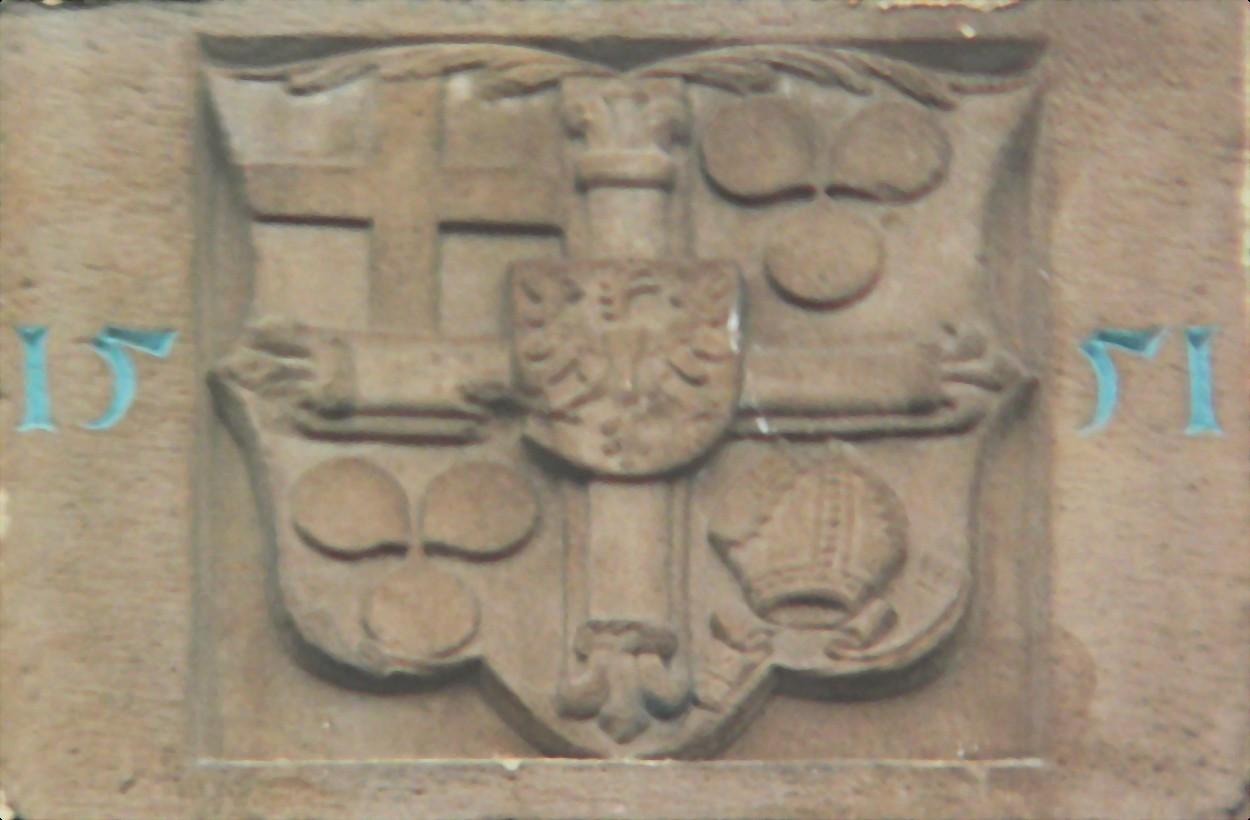
Wappen von Wolfgang Schutzbar genannt Milchling am Bergfried, 1551

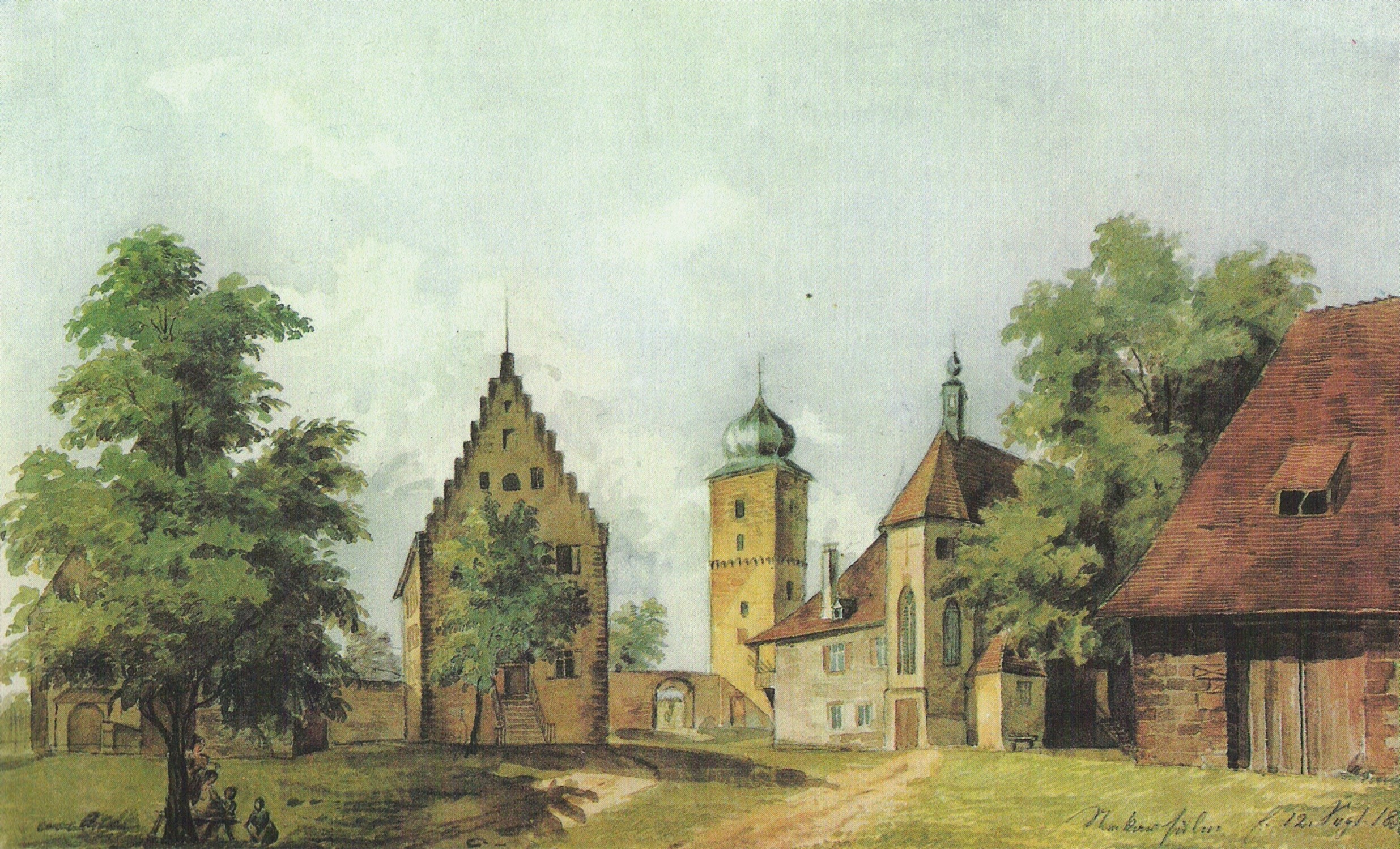
Deutschordensschloss (von links: Steinhaus-Saalbau, Bergfried und Schlosskapelle), Gustav Schmoller, Aquarell, 1856

Die Anlage kam 1484 zum Deutschen Orden, als dieser die Herrschaft über Neckarsulm übernahm. Unmittelbar nach dem Besitzübergang wurde eine Schlosskapelle in der Anlage errichtet, die am Bau mit 1487 datiert ist und aus der sich im Württembergischen Landesmuseum Glasscheiben von um 1480 bis 1488 erhalten haben, die die Wappenschilde des kurpfälzischen Hofmarschalls Engelhard von Neipperg († 1495), des badischen Landhofmeisters Wilhelm von Neipperg († 1520) und des Deutschmeisters Reinhard von Neipperg († 1496) sowie die Darstellung des Jüngsten Gerichts zeigen.
Nach der Zerstörung der Burg Scheuerberg im Bauernkrieg 1525, die bis dahin Amtssitz des Deutschen Ordens war, wurde die Neckarsulmer Stadtburg zum Amtssitz des Deutschen Ordens. Künftig fanden dort Ordensversammlungen statt, in denen Deutschmeister gewählt oder andere wichtige Entscheidungen getroffen wurden. Der Deutsche Orden hat die Burganlage maßgeblich umgebaut und erweitert. 1539/1540 wurde das sogenannte Bandhaus erbaut. Das ursprüngliche Stadtschloss, also das Amtshaus, erhielt seine heutige Gestalt erst nach dem Bauernkrieg 1525. Ebenso wurde die Schlosskelter nach 1525 erbaut. Der Bergfried wurde mehrfach umgebaut, wovon zum Beispiel das Wappen-Relief des Hoch- und Deutschmeisters Wolfgang Schutzbar genannt Milchling aus dem Jahre 1551 zeugt.
Aus einem Plan von 1722 ist ersichtlich, dass bis zu jener Zeit zusätzlich zur alten Anlage nach Norden hin ein großer zugehöriger Wirtschaftshof entstanden war. Außerdem war 1720 der Turm mit einem barocken Zwiebeldach bekrönt worden, das bis zum Zweiten Weltkrieg bestand. Die Gebäude wurden vielfach umgebaut. Eine der größten baulichen Veränderungen ergab sich im Verlauf des 19. Jahrhunderts, als 1834 bereits einige nach Osten zur Stadt hin liegende Gebäude nicht mehr vorhanden waren und an ihrer Stelle die 1869 erstmals erwähnte neue Schloßstraße (heutige Urbanstraße) entstand.
Im Zweiten Weltkrieg haben die Gebäude den schweren Angriff auf die Stadt am 1. März 1945 gut überstanden. Am 2. April 1945 wurden jedoch bei einem weiteren Angriff die Dächer zerstört, und die Gebäude brannten größtenteils aus. 1949 wurden die beschädigten Gebäude in annähernd alter Form wiederhergestellt. Die Schlosskapelle, die einst einen Dachreiter aufwies, und der Bergfried mit dem vormals barocken Zwiebelhelm erhielten dabei schlichtere Dächer als vor der Zerstörung.

## Gebäude

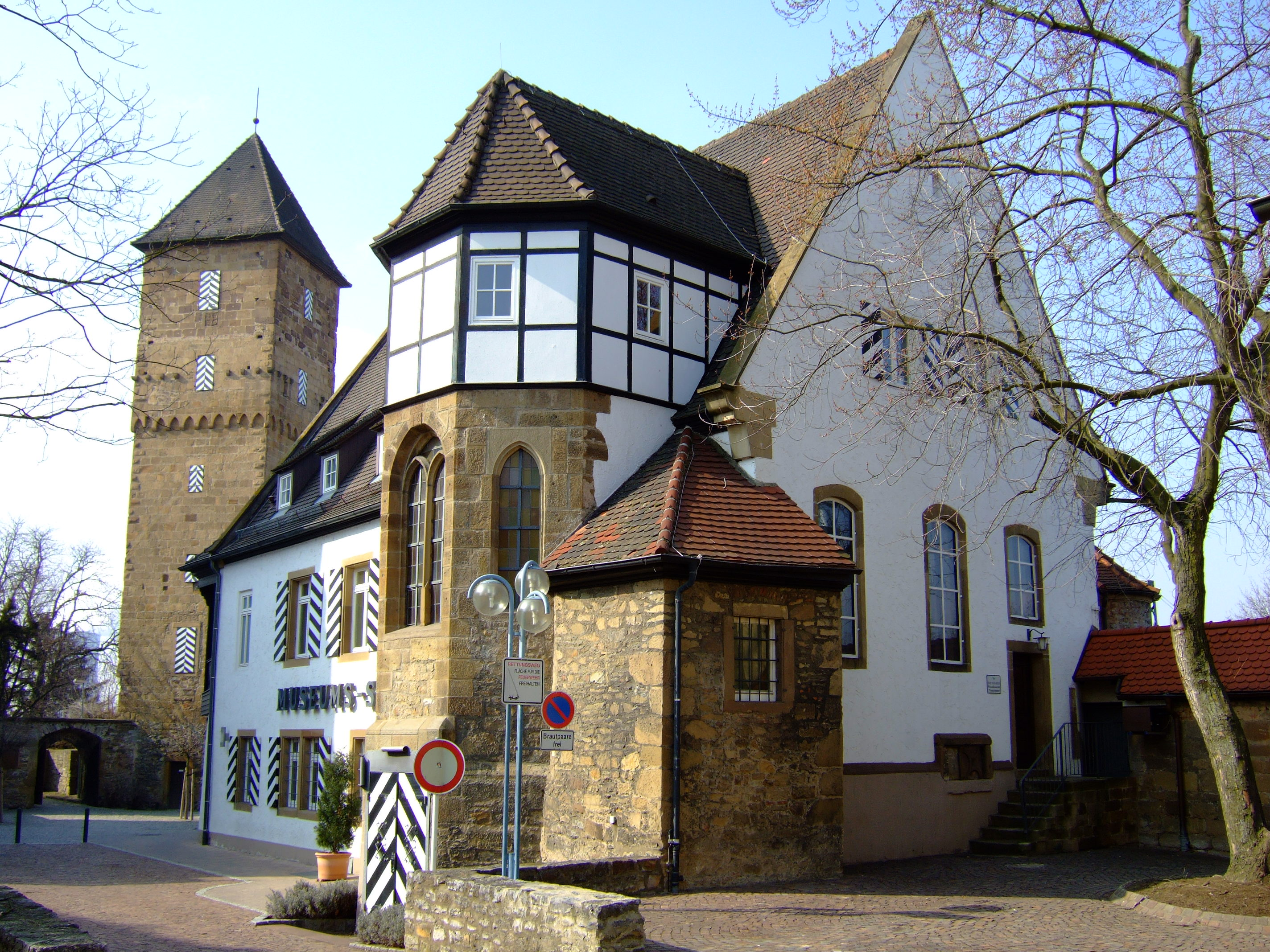
Ehem. Schloss-Kapelle, links der Bergfried

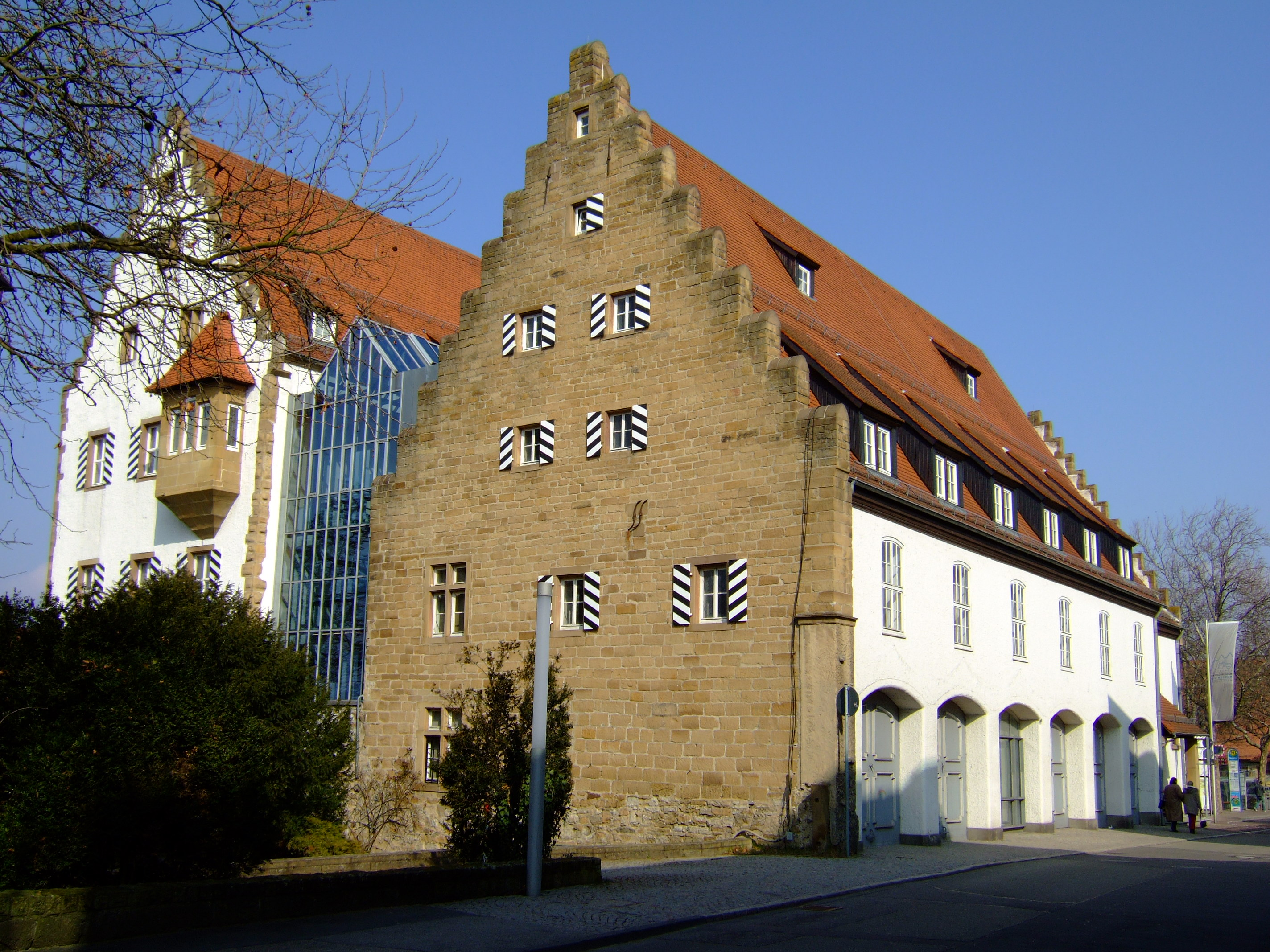
Amtshaus (links) und Bandhaus (rechts)

Der Komplex des Stadtschlosses besteht heute aus folgenden Gebäuden:
- der Bergfried bildet die südwestliche Ecke der Stadtbefestigung und ist über Eck gestellt,
- östlich davon steht das sogenannte Amtshaus, der bereits erwähnte Saalbau (Palas, oder Steinhaus),
- daneben steht das Bandhaus (an der Urbanstraße), welches ursprünglich ein Speicher war,
- südlich dieser Gebäude lagen ein Torhaus und ein Vorwerk, von denen Reste erhalten sind,
- an der westlichen Stadtmauer nördlich des Bergfrieds folgt ein Nebengebäude,
- direkt an das Nebengebäude schließt sich die ehemalige Schlosskapelle an,
- weiter nördlich folgt die ehemalige Schlosskelter mit weiträumigem Keller,
- nördlich der Schlosskelter liegt ein kleineres Gebäude: der Stall (später als Remise oder Holzlege bezeichnet),
- an der nördlichen Grenze des Schlossbereichs liegt in Ost-West-Richtung die ehemalige Zehntscheuer,
- an die Zehntscheuer grenzt ein weiteres Gebäude an, welches früher ein Pferdestall war (oder auch Reithaus, an der heutigen Urbanstraße).

Nicht erhalten sind im Verlauf der Urbanstraße (der früheren Schloss-Straße) das Waschhaus, die Schloss-Scheune, Stallungen und ein Torhaus. Diese Gebäude sind etwa zwischen 1843 und 1870 abgerissen worden.
Außerdem gab es zwischen Amtshaus und Bergfried ein Gästehaus (welches auf Säulen ruhte) und zwischen Nebenbau und Bandhaus einen Zwingerbau (unter anderem mit Schreib- und Backstube), der den inneren Hof im südlichen Schlossbereich nach Norden hin abschloss. Diese beiden Gebäude sind heute nicht mehr vorhanden und wurden wahrscheinlich um 1850 abgebrochen.

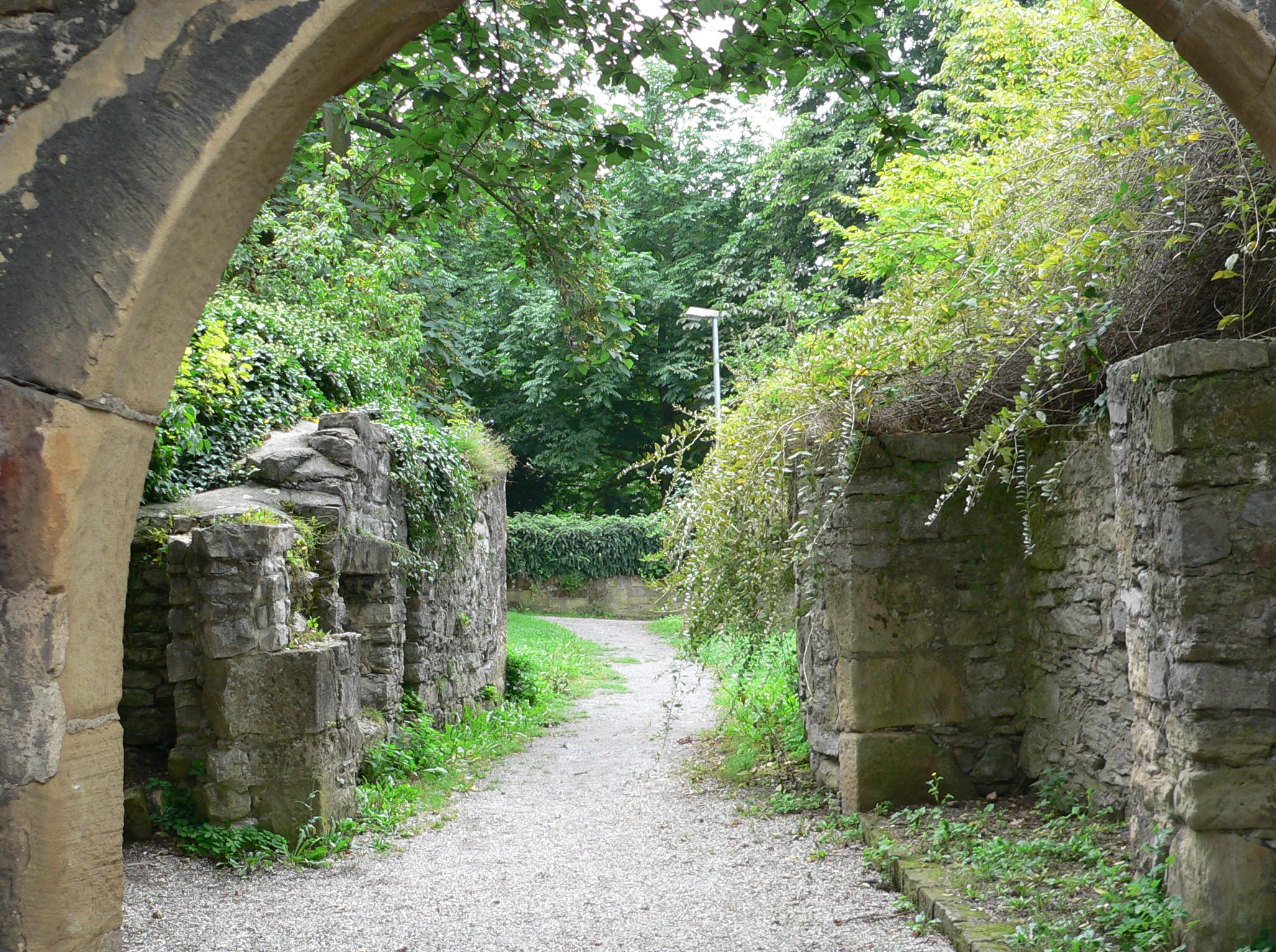
Reste des Torhauses in der Nähe des Bergfrieds
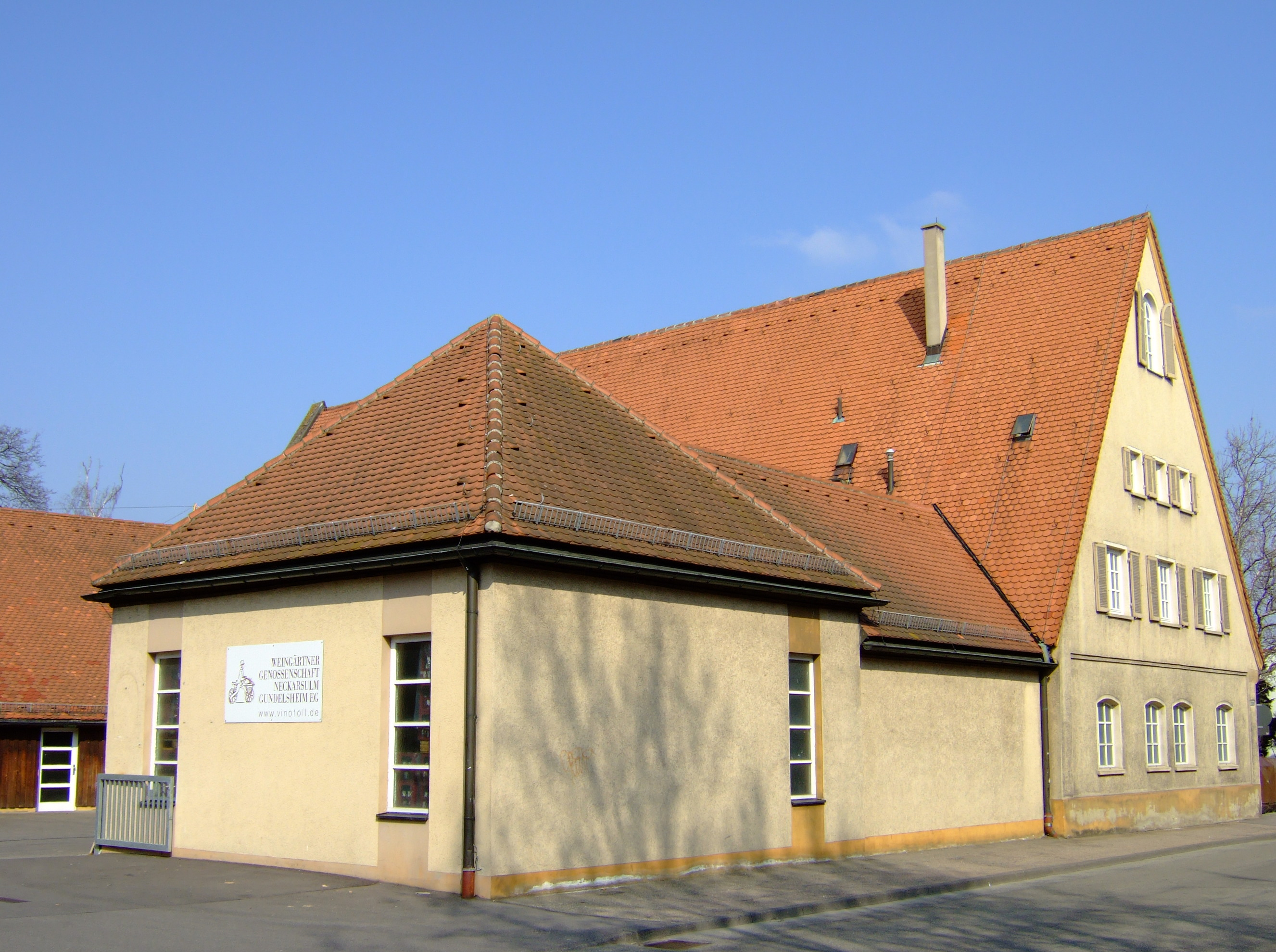
Zehntscheuer (rechts) und Reithaus (links)
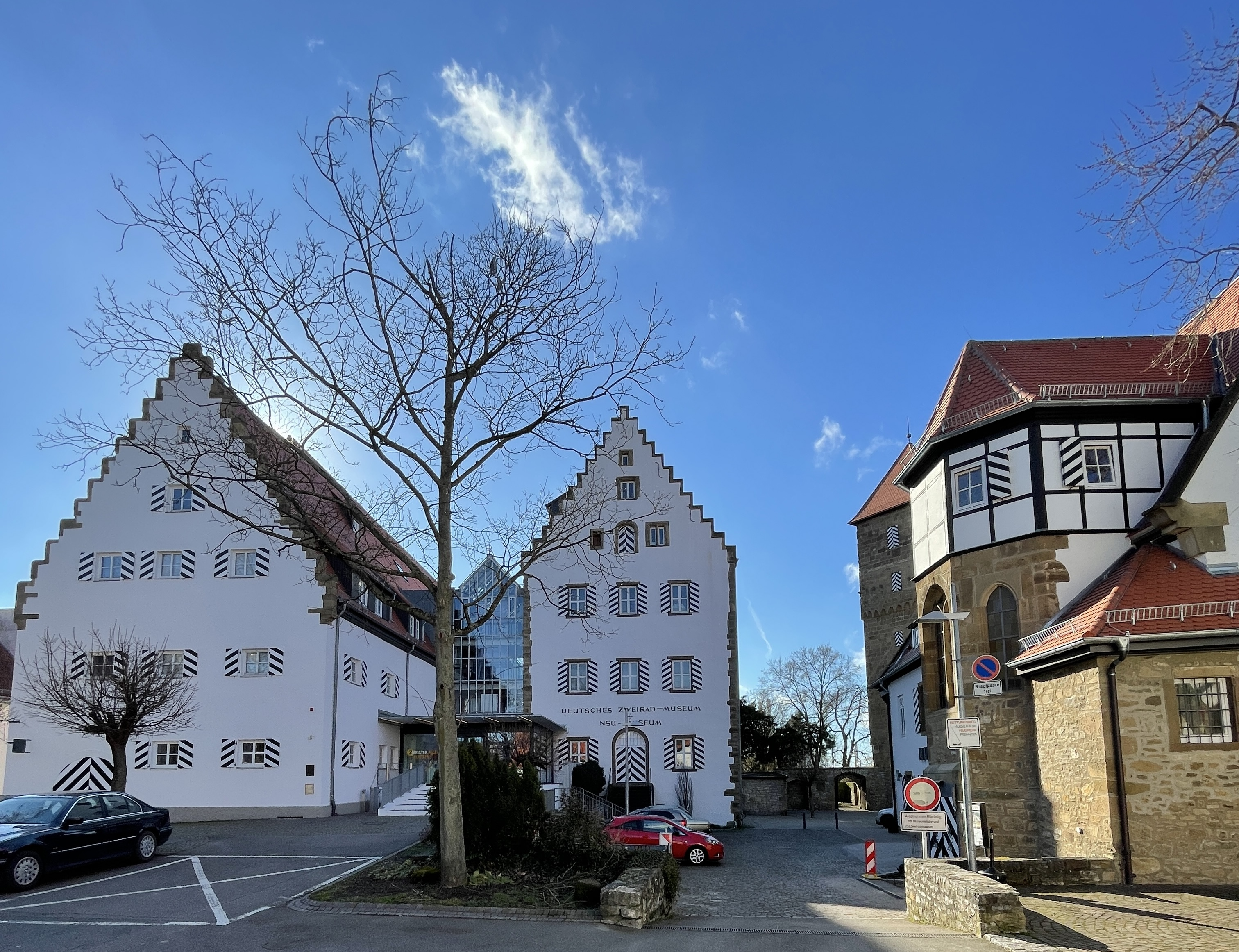
Deutsches Zweirad- und NSU-Museum im ehemaligen Band- und Amtshaus (links) Kapelle (rechts)
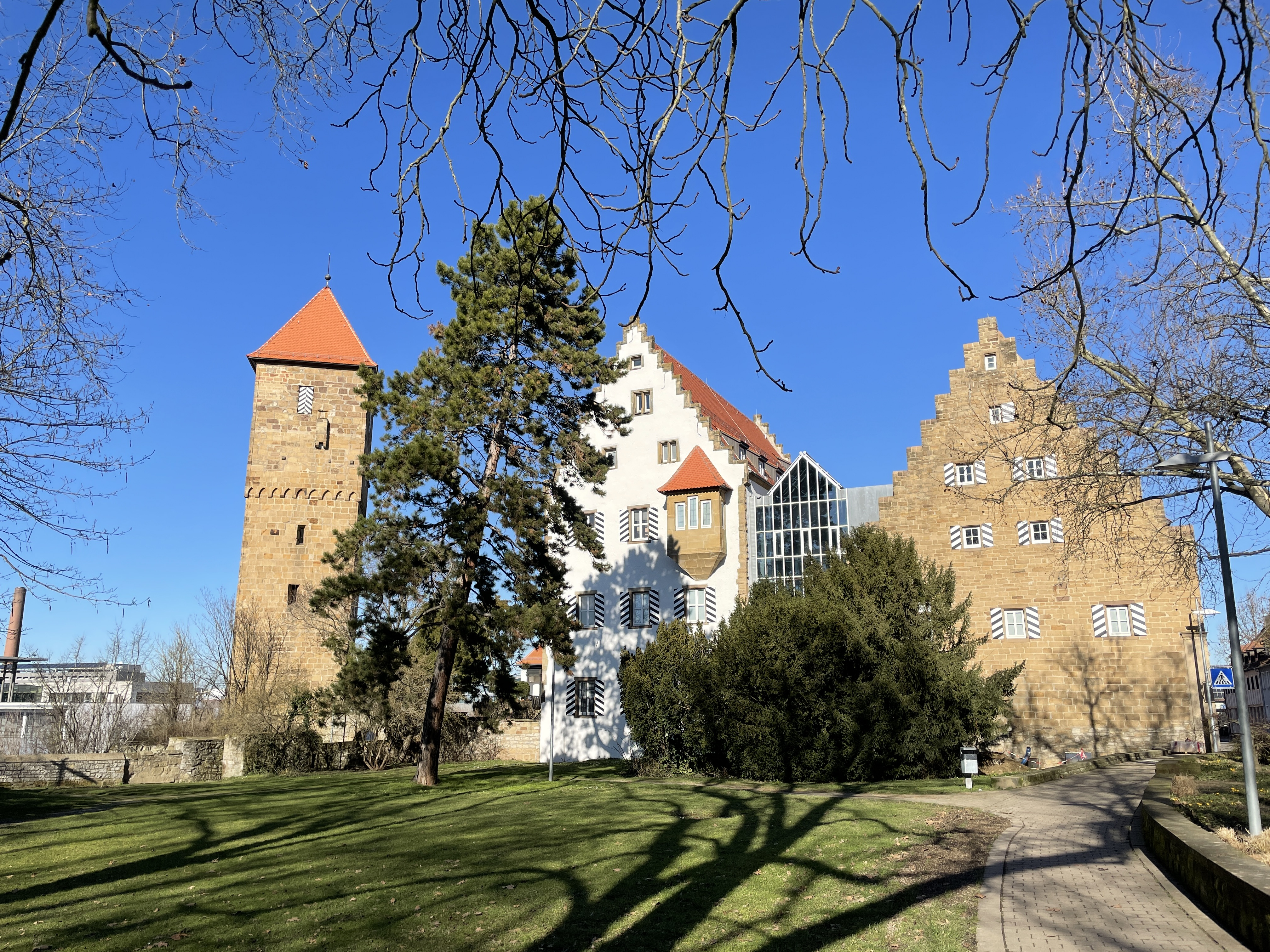
Schloss und Wehrturm von der Parkseite gesehen

## Nutzung

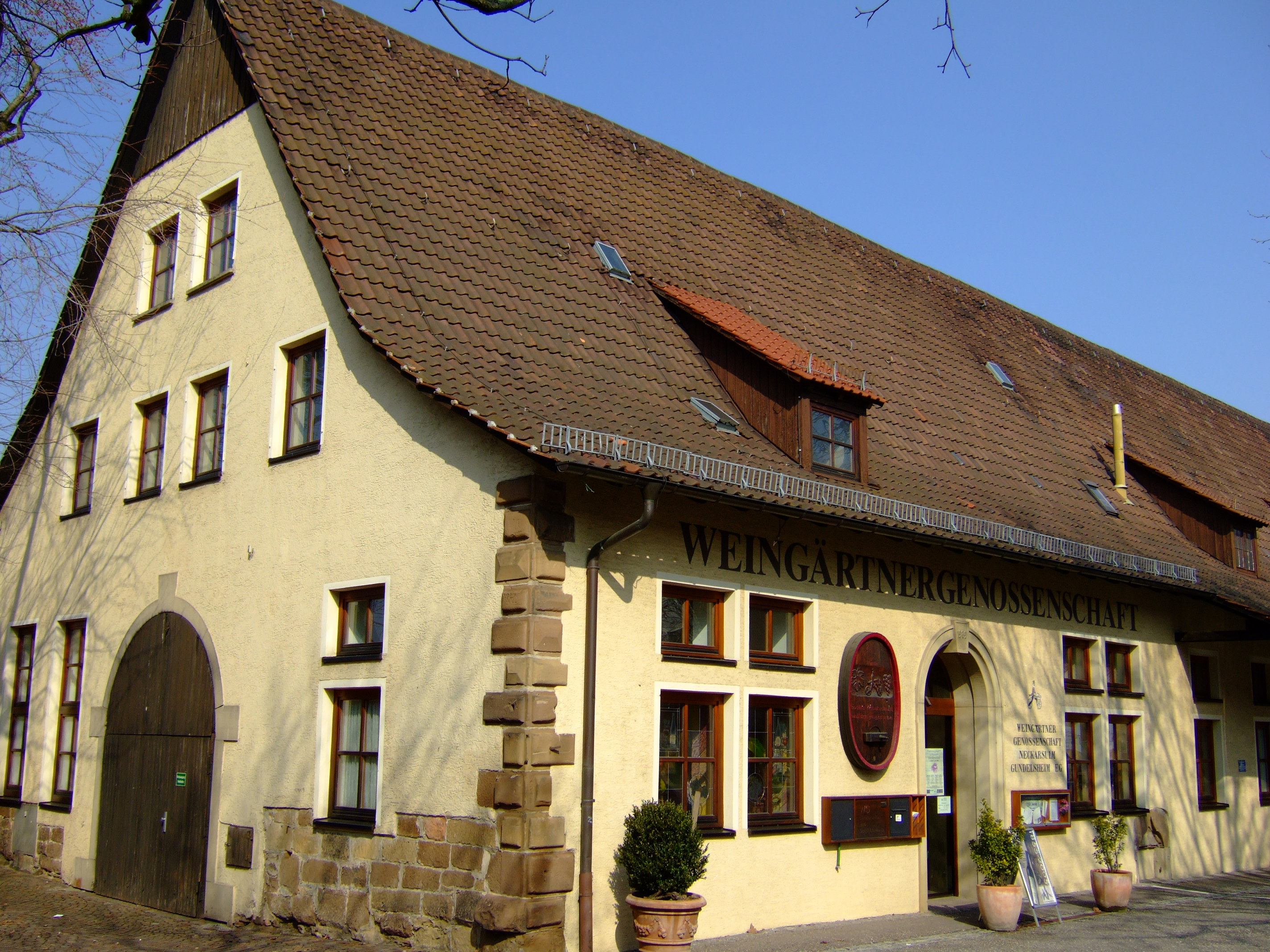
Ehemalige Schloss-Kelter, heute Weingärtnergenossenschaft

Nach dem Übergang Neckarsulms an das Königreich Württemberg im Jahre 1805 wurde das Amtsgebäude Sitz des Oberamtes Neckarsulm, welches bis 1938 bestand. Das Bandhaus war von 1912 bis 1945 Latein- und Realschule. Die Schlosskapelle, die nach der Säkularisation 1805 profaniert wurde, nahm von 1851 bis zum Bau der evangelischen Stadtkirche 1888 die evangelische Kirchgemeinde auf. In dieser Schlosskapelle befindet sich heute das Trauzimmer des Standesamtes der Stadt Neckarsulm und das Nebengebäude wird durch die Gaststätte „Museums-Stuben“ genutzt. Im Bandhaus und Amtshaus befindet sich seit 1956 das Deutsche Zweirad- und NSU-Museum. Beim Umbau im Jahre 1991 wurden die beiden historischen Gebäude durch ein modernes Stahlglas-Rampentreppenhaus verbunden. Die ehemalige Schlosskelter und die weiteren Wirtschaftsgebäude nördlich davon werden heute durch die Weingärtnergenossenschaft Neckarsulm-Gundelsheim eG bewirtschaftet.

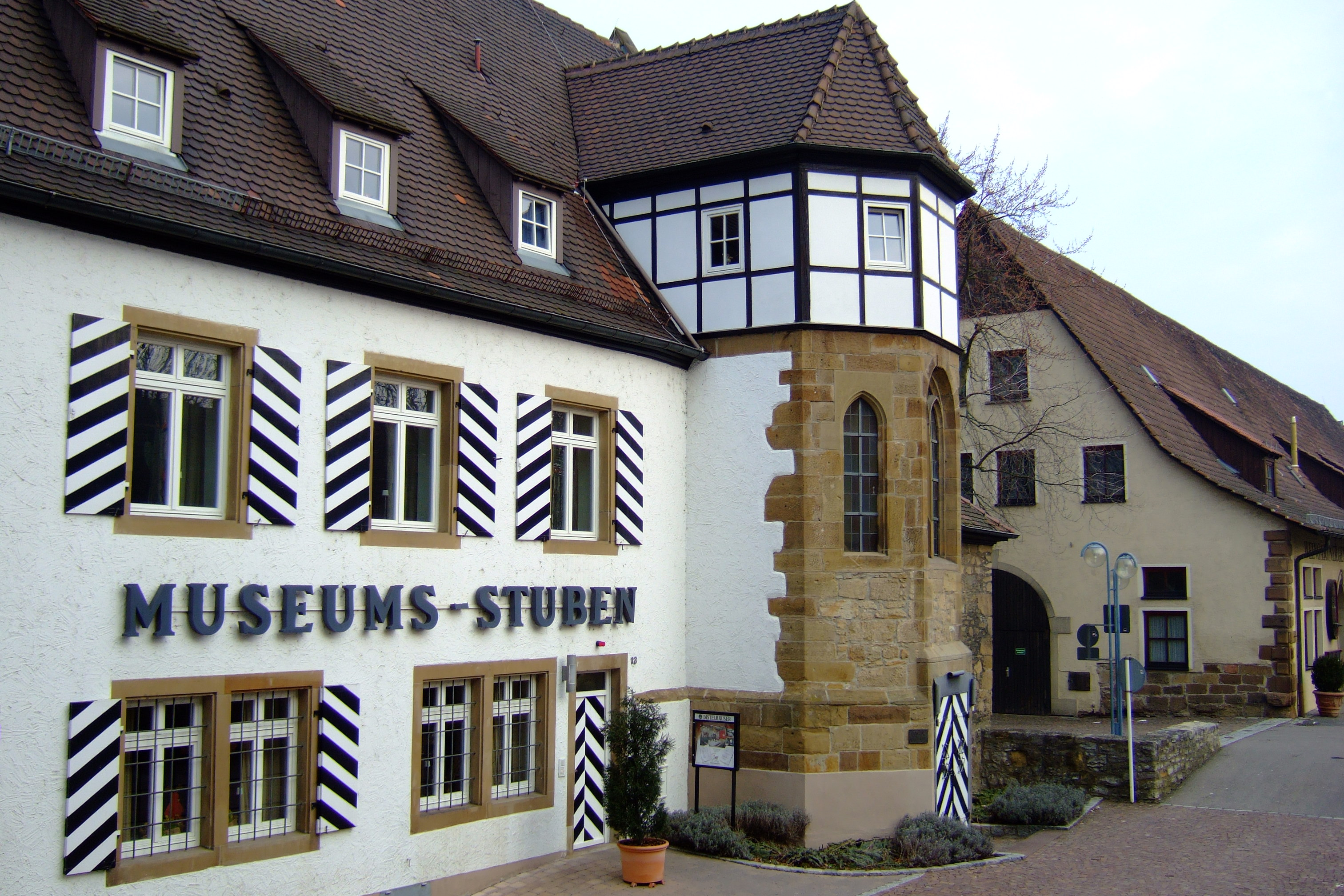
Nebengebäude, heute Restaurant, rechts Kapelle und Kelter
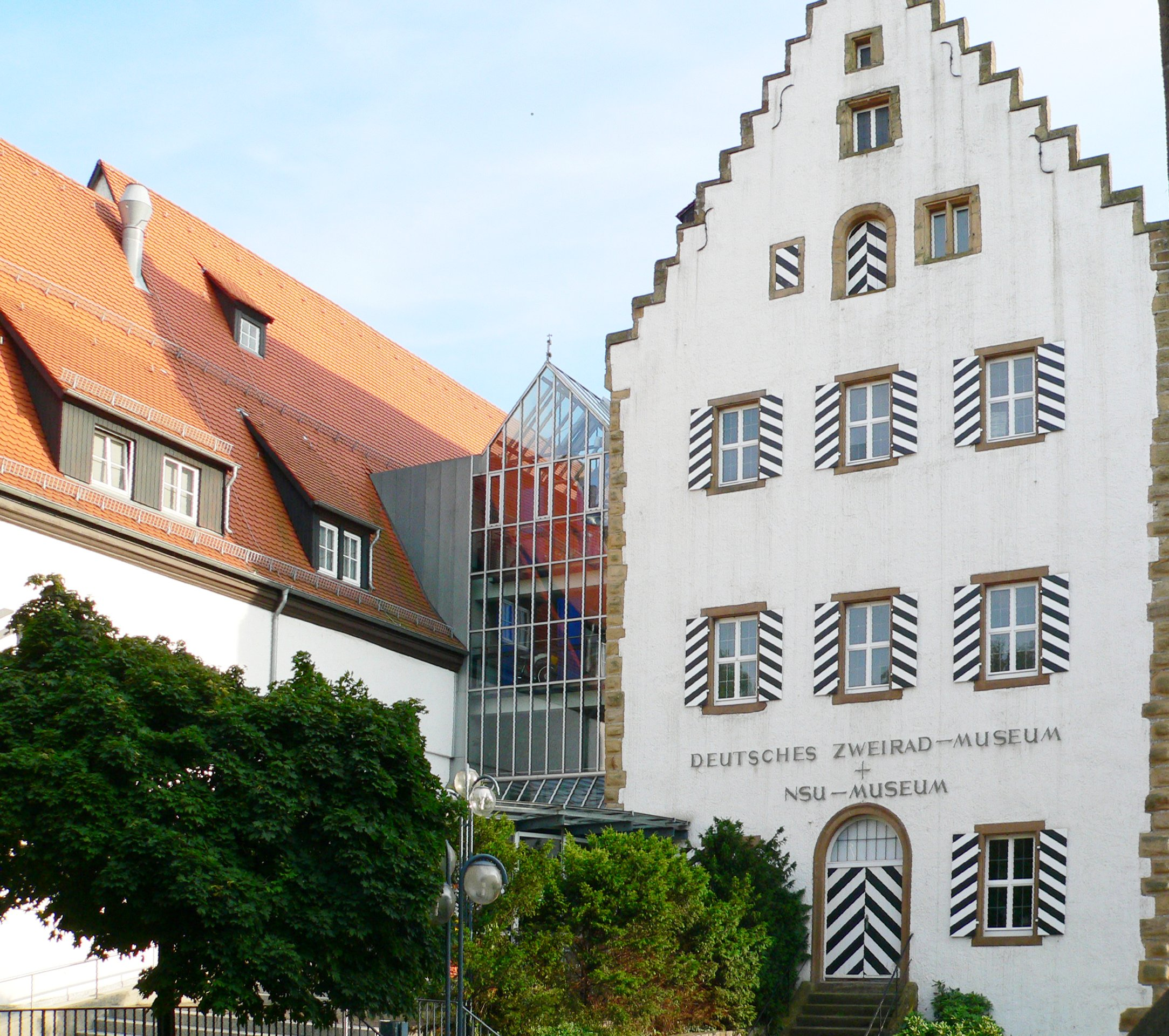
Deutsches Zweirad- und NSU-Museum, links Bandhaus, rechts Amtshaus